# Vivonne
Vivonne ist eine französische Gemeinde mit 4.505 Einwohnern (Stand: 1. Januar 2022) im Département Vienne in der Region Nouvelle-Aquitaine. Vivonne gehört zum Arrondissement Poitiers und ist der Hauptort (chef-lieu) des Kantons Vivonne. Die Einwohner werden Vivonnois(es) genannt.

## Geographie
Vivonne liegt am Fluss Clain, in den hier die Vonne, der Palais und etwas nördlich des Ortes die Clouère münden. Umgeben wird Vivonne von den Nachbargemeinden Marçay im Norden und Nordwesten, Iteuil im Norden, Aslonnes im Osten und Nordosten, Château-Larcher im Osten, Marnay im Südosten, Voulon im Süden und Südosten, Payré im Süden, Celle-Lévescault im Südwesten sowie Marigny-Chemerau im Westen.
Durch die Gemeinde führt die Route nationale 10, die frühere Route nationale 742 und die Bahnstrecke Paris–Bordeaux.

## Geschichte
507 fand bei Vivonne (dem damaligen Vivône), aber vor allem im Gemeindegebiet des benachbarten Voulon, vermutlich die Schlacht von Vouillé zwischen den Franken und Westgoten statt. Im Mittelalter wurde die Familie Lusignan Herrscher über Vivonne.
Während des Zweiten Weltkriegs wurde Vivonne früh durch Luftschläge zerstört.

### Bevölkerungsentwicklung
| Jahr      | 1793 | 1800 | 1896 | 1901 | 1962 | 1968 | 1975 | 1982 | 1990 | 1999 | 2006 | 2011 |
| --------- | ---- | ---- | ---- | ---- | ---- | ---- | ---- | ---- | ---- | ---- | ---- | ---- |
| Einwohner | 2059 | 2258 | 2493 | 2432 | 2336 | 2362 | 2675 | 2817 | 2955 | 3028 | 2975 | 3799 |

## Sehenswürdigkeiten
- Kirche Saint-Georges, frühere Priorei aus dem 13. Jahrhundert, 1264 wieder errichtet, reiches Interieur, seit 1912 Monument historique
- Anwesen des Priors von Saint-Georges aus dem 15. Jahrhundert, mit gotischen Fenstern, seit 1935 Monument historique
- Schloss Cercigny aus dem 15. Jahrhundert, im 17. Jahrhundert wieder errichtet und im 18. Jahrhundert restauriert, Taubenschlag, seit 1993 Monument historique
- Schloss Planche aus dem 15. Jahrhundert, Tor und Türme sind seit 1946 Monuments historiques
- Herrenhaus von Jorigny aus dem 17. Jahrhundert, seit 1973 Monument historique
- Brücke aus dem 13. Jahrhundert

## Gemeindepartnerschaften
Partnerschaften bestehen mit der der spanischen Gemeinde Maella in der Provinz Saragossa (Aragon) und der mittelhessischen Gemeinde Lohra.